# Альфа-синуклеїн
Альфа-синуклеїн (англ. Synuclein alpha) — неструктурований білок, що зустрічається у великих кількостях в мозку людей та інших хордових. Кодується геном SNCA, розташованим у людини на довгому плечі 4-ї хромосоми. Довжина поліпептидного ланцюга білка становить 140 амінокислотних залишків, а молекулярна маса — 14 460.
| 10         |  | 20         |  | 30         |  | 40         |  | 50         |
| ---------- |  | ---------- |  | ---------- |  | ---------- |  | ---------- |
| MDVFMKGLSK |  | AKEGVVAAAE |  | KTKQGVAEAA |  | GKTKEGVLYV |  | GSKTKEGVVH |
| GVATVAEKTK |  | EQVTNVGGAV |  | VTGVTAVAQK |  | TVEGAGSIAA |  | ATGFVKKDQL |
| GKNEEGAPQE |  | GILEDMPVDP |  | DNEAYEMPSE |  | EGYQDYEPEA |  |            |

A: Аланін

D: Аспарагінова кислота

E: Глутамінова кислота

F: Фенілаланін

G: Гліцин

H: Гістидин

I: Ізолейцин

K: Лізин

L: Лейцин

M: Метіонін

N: Аспарагін

P: Пролін

Q: Глутамін

S: Серин

T: Треонін

V: Валін

Білок має сайт для зв'язування з іоном міді. Він локалізується переважно в точках контакту нейронів, синапсах. Також секретований назовні.

## Структура
Прийнято виділяти три основні домени в послідовності α-синуклеїну:
- амфіфільний N-кінцевий фрагмент (залишки 1-60), що має сильну спорідненість до мембран
- аполярний NAC регіон (від англійського non-amyloid-β component), що є основною причиною утворення амілоїдних фібрил[5] (залишки 61-95)
- негативно заряджений гідрофільний C-кінець, що забезпечує розчинність протеїну (залишки 96-140)

Цей поділ є умовним і вказує лишень що дані фрагменти відіграють в наведених взаємодіях більшу роль, ніж інші.

## Функція
Фізіологічна функція α-синуклеїну ще не з'ясована, але з огляду на локалізацію вважається, що він бере участь в передачі нервових сигналів.
Результати досліджень вказують на його взаємодію з ліпідами мембран та низкою білків, а також ймовірну участь у циркуляції синаптичних везикул.
α-Синуклеїн є основним компонентом амілоїдних фібрил, що утворюють патологічні агрегати в мозку пацієнтів вражених хворобою Паркінсона.

## Мутації
Декілька мутацій в послідовності α-синуклеїну призводять до різкого зростання ймовірності розвитку хвороби Паркінсона:
A30P, A53T, E56K.. Нещодавно також було повідомлено про патогеність мутацій H50Q, і G51D.